# Guinea (mønt)
 For alternative betydninger, se Guinea (flertydig). (Se også artikler, som begynder med Guinea)
En guinea var en engelsk og senere britisk guldmønt, der blev slået mellem 1663 og 1816. Det var den første britiske guldmønt, som blev slået med maskine. Oprindelig var den et guldpund med en værdi på 20 shilling. Under Karl II blev guldværdien opjusteret til 21 shilling, det vil sige 1 pund og 1 shilling. Guinea var den vigtigste denomination ved større transaktioner. Ved møntreformen Great Recoinage i 1816 blev den erstattet af pund som vigtigste møntenhed.
Selv efter at guineamønterne blev taget ud af cirkulation, anvendtes begrebet stadig til at angive 21 shilling, svarende til 1,05 pund i decimaliseret valuta. Guineaen havde en aristokratisk overtone: Særligt priser for køb af fast ejendom, heste og kunst blev ofte opgivet i guineas helt frem til decimaliseringen i 1971. Enheden bruges fortsat ved salg af væddeløbsheste, og nogle af de bedste heste i Storbritannien og Irland deltager i løb med navne som 1,000 Guineas Stakes og 2,000 Guineas Stakes, selv om pengepræmierne i dag langt overstiger de angivne tal.